# Dave Lombardo
Dave Lombardo (ur. 16 lutego 1965 w Hawanie) – amerykański perkusista kubańskiego pochodzenia. Dave Lombardo znany jest przede wszystkim z wieloletnich występów w zespole thrashmetalowym Slayer, w którym z przerwami występował w latach 1981–2013
. Obecnie udziela się w Suicidal Tendencies, The Misfits oraz założył projekt Dead Cross, gdzie do współpracy zaprosił  Mike Pattona. Niegdyś współpracował również z takimi zespołami jak: Fantômas, Testament, Grip Inc., Apocalyptica, Voodoocult oraz muzykami Andym Wallace’em, Johnem Zornem, Billem Metoyerem czy DJ Spookym. Lombardo jest powszechnie uznawany za jednego z najbardziej rozpoznawalnych i innowacyjnych perkusistów XX wieku. Posiada rzadką umiejętność grania we wszelkich gatunkach i stylach muzycznych. Znany również z dużej prędkości temp oraz wysokich, czysto technicznych umiejętności.
W 2007 roku muzyk został sklasyfikowany na 11. miejscu listy 50 najlepszych perkusistów rockowych według Stylus Magazine.

## Życiorys
Rodzice Dave’a zdecydowali się opuścić Kubę, gdy ten miał 2 lata. Stało się to wkrótce po tym, jak rząd Castro znacjonalizował 4 masarnie należące wcześniej do ojca Lombardo. Rodzina osiadła w Los Angeles. Tam też (w południowej Kalifornii) przez niespełna rok uczęszczał do katolickiej szkoły. Grał w szkolnym zespole na bębnie basowym, a w wieku 10 lat otrzymał swój pierwszy zestaw perkusyjny, będący prezentem od ojca. Zestawem tym był pięcioczęściowy Maxwin firmy Pearl o wartości 350 dolarów amerykańskich. Będąc pod wpływem głównie amerykańskiej grupy KISS oraz przeżywającej w owym czasie okres świetności grupy Led Zeppelin, Lombardo postanowił pobierać prywatne lekcje gry na perkusji, znudzony jednak technicznym aspektem gry na instrumencie zrezygnował po tygodniu ćwiczeń.
W wieku 13 lat zainteresował się muzyką disco i został DJ-em, jednocześnie ćwicząc samodzielnie grę na perkusji współpracował z lokalnymi muzykami. Skupiał się głównie na interpretacji utworów Jimiego Hendrixa. W 8 klasie, tuż po ukończeniu prywatnej szkoły podstawowej, rozpoczął naukę w Pius 10th High School, gdzie poznał Petera Fashinga, z którym podczas szkolnego konkursu talentów wykonał utwór pt. Johnny B Goode z repertuaru Chucka Berryego zwieńczony solówką w wykonaniu Lombardo. Występ dla młodego muzyka okazał się wielkim sukcesem i Dave zyskał nim uznanie w lokalnym środowisku muzycznym. Niedługo potem powstała grupa Escape w składzie tylko z dwoma gitarzystami.
Z powodu braku sukcesów w nauce młody muzyk przeniósł się do South Gate High School. Wtedy do zespołu dołączył wokalista, z którym (po zmianie nazwy na Sabotage) grupa zaczęła wykonywać utwory grup Black Sabbath i AC/DC, występując na lokalnych przyjęciach. Poświęciwszy się całkowicie muzyce, Lombardo za namową rodziców zrezygnował ze szkoły i podjął pracę, kończąc tym samym współpracę z grupą Sabotage. Lombardo podjął pracę w lokalnej pizzerii, co umożliwiło mu spłatę pożyczki od ojca (1100 dolarów amerykańskich), dzięki której stał się właścicielem zestawu TAMA Swingstar (bębny) oraz Paiste Rude Cymbals (talerze). Około 1981 roku Lombardo realizując zamówienia z pizzerii, usłyszał od znajomego o młodym muzyku mieszkającym 5 przecznic od niego. Postanowił spotkać się z owym gitarzystą z myślą o współpracy. Tym gitarzystą był Kerry King.

## Dyskografia
| Slayer - Show No Mercy (CD Metal Blade Records, 1983) - Haunting the Chapel (MCD Metal Blade Records, 1984) - Combat Tour (Video/VHS, 1985) - Hell Awaits (CD Metal Blade Records, 1985) - Live Undead (CD 1985 Metal Blade Records, 1985) - Reign in Blood (CD Def Jam, 1986) - South of Heaven (CD 1988 Def Jam, 1988) - Seasons in the Abyss (CD Def American, 1990) - Decade of Aggression (CD Def American, 1991) - Soundtrack to the Apocalypse (CD Box Set American Recordings, 2003) - Reign In Blood Live: Still Reigning (DVD, 2004) - Eternal Pyre (EP, 2006) - Christ Illusion (2006) - World Painted Blood (2009) | Voodoocult - Killer Patrol (Promo / SP, 1994) - Metallized Kids (Single Motor Music, 1994) - Jesus Killing Machine (CD Motor Music, 1994) Pozostałe - Testament – The Gathering (CD Burnt Offerings, Spitfire Records, 1999) - Lorenzo Arruga, Dave Lombardo & Friends – Vivaldi: the meeting (1999) - John Zorn – Taboo And Exile (1999) - John Zorn – Xu Feng (CD, 2000) - Apocalyptica – Reflections' (CD, 2003) - Apocalyptica – Apocalyptica (gościnnie w utworze pt. „Betrayal”, 2005) - DJ Spooky vs. Dave Lombardo – Drums of Death (2005) - Apocalyptica – Worlds Collide (gościnnie w utworze pt. „Last Hope”, 2007) - Apocalyptica – 7th Symphony (gościnnie w utworze pt. „2010”, 2010) |

## Instrumentarium
| Talerze firmy Paiste - 18" RUDE Novo China - 15" 2002 Sound Edge Hi-Hat - 17" RUDE Wild Crash - 18" RUDE Wild Crash - 20" RUDE Novo China - 22" RUDE Power Ride „Reign” Osprzęt - Tama Iron Cobra Power Glide Single Pedal | Bębny Tama Starclassic Maple Pałeczki firmy Pro-Mark - Pro-Mark TX2BXN Dave Lombardo |

## Nagrody i wyróżnienia
| Rok  | Kategoria    | Nagroda                     | Uwagi     |
| ---- | ------------ | --------------------------- | --------- |
| 2010 | Best Drummer | Revolver Golden Gods Awards | Nominacja |